# Zachary Svajda
Zachary Svajda (ur. 29 listopada 2002 w San Diego) – amerykański tenisista.

## Kariera tenisowa
W karierze wygrał jeden singlowy turniej cyklu ATP Challenger Tour. Ponadto zwyciężył w trzech singlowych oraz jednym deblowym turnieju rangi ITF.
W 2019 roku zadebiutował w imprezie wielkoszlemowej podczas turnieju US Open. Startując z dziką kartą, odpadł w pierwszej rundzie po porażce z Paolo Lorenzim.
W rankingu gry pojedynczej najwyżej był na 201. miejscu (19 czerwca 2023), a w klasyfikacji gry podwójnej na 664. pozycji (8 sierpnia 2022).

### Zwycięstwa w turniejach ATP Challenger Tour w grze pojedynczej
| Końcowy wynik | Nr | Data                | Turniej | Nawierzchnia | Przeciwnik  | Wynik finału  |
| ------------- | -- | ------------------- | ------- | ------------ | ----------- | ------------- |
| Zwycięzca     | 1. | 9 października 2022 | Tiburon | Twarda       | Ben Shelton | 2:6, 6:2, 6:4 |